# 巴特利特 (愛荷華州)
巴特利特（英語：Bartlett）是位於美國愛荷華州弗里蒙特縣的一個人口普查指定地區。

## 人口
根據2010年美國人口普查的數據，巴特利特的面積為1.04平方千米，當中陸地面積為1.04平方千米，而水域面積為0.00平方千米。當地共有人口50人，而人口密度為每平方千米48.08人。